# Atherstone
Atherstone es una parroquia civil y una villa del distrito de North Warwickshire, en el condado de Warwickshire (Inglaterra).

## Geografía
Según la Oficina Nacional de Estadística británica, Atherstone tiene una superficie de 4,17 km².

## Demografía
Según el censo de 2001, Atherstone tenía 8338 habitantes (48,5% varones, 51,5% mujeres) y una densidad de población de 1999,52 hab/km². El 19,48% eran menores de 16 años, el 73,21% tenían entre 16 y 74 y el 7,32% eran mayores de 74. La media de edad era de 39,74 años. Del total de habitantes con 16 o más años, el 26,41% estaban solteros, el 55,88% casados y el 17,71% divorciados o viudos.
El 97,79% de los habitantes eran originarios del Reino Unido. El resto de países europeos englobaban al 0,97% de la población, mientras que el 1,24% había nacido en cualquier otro lugar. Según su grupo étnico, el 98,67% eran blancos, el 0,41% mestizos, el 0,54% asiáticos, el 0,14% negros, el 0,18% chinos y el 0,06% de cualquier otro. El cristianismo era profesado por el 80,68%, el budismo por el 0,14%, el hinduismo por el 0,2%, el islam por el 0,06%, el sijismo por el 0,25% y cualquier otra religión, salvo el judaísmo, por el 0,1%. El 10,36% no eran religiosos y el 8,2% no marcaron ninguna opción en el censo.
3929 habitantes eran económicamente activos, 3735 de ellos (95,06%) empleados y 194 (4,94%) desempleados. Había 3558 hogares con residentes, 95 vacíos, y 5 eran alojamientos vacacionales o segundas residencias.